# JD 밴스
제임스 데이비드 밴스(영어: James David Vance, 본명 제임스 도널드 보먼; 영어: James Donald Bowman, 1984년 8월 2일~)는 흔히 JD 밴스(영어: JD Vance)로 불리며, 미국의 정치인, 작가, 변호사이자 해병대 참전 군인으로, 2025년부터 도널드 트럼프 대통령 밑에서 제50대 미국의 부통령직을 수행하고 있다. 공화당 소속으로 2023년부터 2025년까지 오하이오 주 상원의원을 지냈다.
고등학교 졸업 후 해병대에 입대하여 2003년부터 2007년까지 군사 전문 기자로 복무했으며, 2005년에는 6개월간 이라크에 파병되었다. 2009년 오하이오 주립 대학교에서 학사 학위를 취득했고, 2013년 예일 법학대학원에서 법학 학위를 받았다. 기업 변호사로 잠시 일한 뒤 벤처 캐피털리스트로서 기술 산업계에서 경력을 쌓았다. 2016년에 회고록 《힐빌리의 노래》를 출간했으며, 이 책은 2020년 동명의 영화로 각색되었다.
밴스는 2022년 오하이오주 연방 상원의원 선거에서 민주당 후보 팀 라이언을 꺾고 당선되었다. 2016년 대선에서 처음에는 도널드 트럼프의 출마를 반대했으나, 트럼프의 첫 임기 동안 그의 강력한 지지자가 되었다. 2024년 7월, 트럼프는 공화당 전당대회에 앞서 밴스를 러닝메이트로 선택했다. 밴스는 2025년 1월 부통령직 취임을 준비하며 오하이오주 상원의원직에서 사임했다.
밴스는 국가보수주의자이자 우파 포퓰리스트로 평가받고 있으며, 스스로를 탈자유주의 우파의 일원이라고 칭한다. 총기 소지권, 학교 바우처 제도, 국경 안보를 지지하는 한편, 낙태권, 동성결혼, 우크라이나에 대한 미국의 군사 원조에는 반대하는 정치적 입장을 보이고 있다. 무자녀 현상을 공개적으로 비판하며, 자신의 사회정치적 입장에 가톨릭 신학이 영향을 미쳤음을 인정하고 있다.

## 어린 시절과 교육

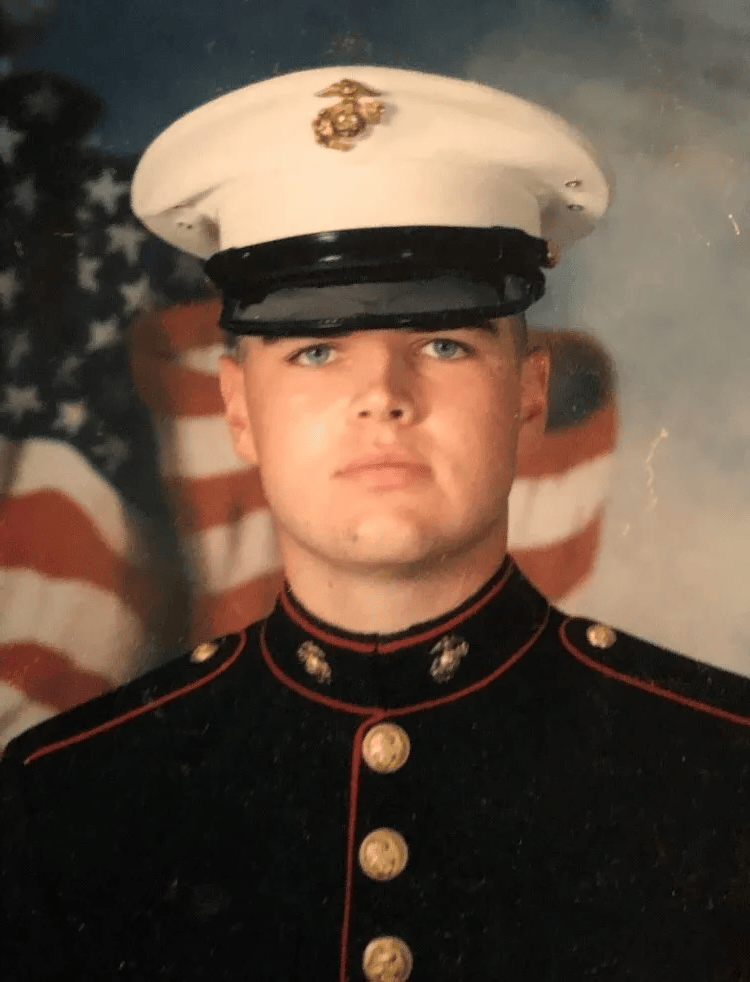
2003년 미국 해병대 시절의 밴스.

밴스는 1984년 8월 2일 오하이오주 신시내티와 데이턴 사이에 위치한 미들타운에서 제임스 도널드 보먼이라는 이름으로 태어났다. 부모는 스코틀랜드 아일랜드 혈통의 도널드 보먼과 베브 밴스로, 그가 유아기일 때 이혼했다. 얼마 지나지 않아 밴스는 어머니의 세 번째 남편에게 입양되었다. 밴스와 그의 누이는 주로 조부모인 제임스와 보니 밴스가 양육하였으며, 이들을 "마마우와 파파우"라고 불렀다. J. D.는 후에 의붓아버지의 성씨 해멀을 사용하다가 조부모의 성씨 밴스를 고르게 되었다.
밴스는 고향의 공립 고등학교인 미들타운 고등학교를 다녔다. 졸업 후 미국 해병대에 입대하여 이라크 전쟁 당시 제2 해병 항공단의 홍보과에서 복무하였다. 이후 오하이오 주립 대학교에 입학하여 2009년 정치학과 철학 분야에서 최우등으로 문학사 학위를 취득하였다. 오하이오 주립 대학교 재학 중에는 공화당 소속 오하이오주 상원의원인 밥 슐러 밑에서 일했다.
오하이오 주립 대학교를 졸업한 후 예일 법학대학원에 진학하여 《예일 법학 저널》의 편집자로 활동하였다. 1학년 때 《타이거 마더》의 저자인 에이미 추아 교수의 권유로 회고록을 쓰기 시작했다. 2013년 예일에서 법학 박사 학위를 취득하고 졸업하였다.

## 초기 경력

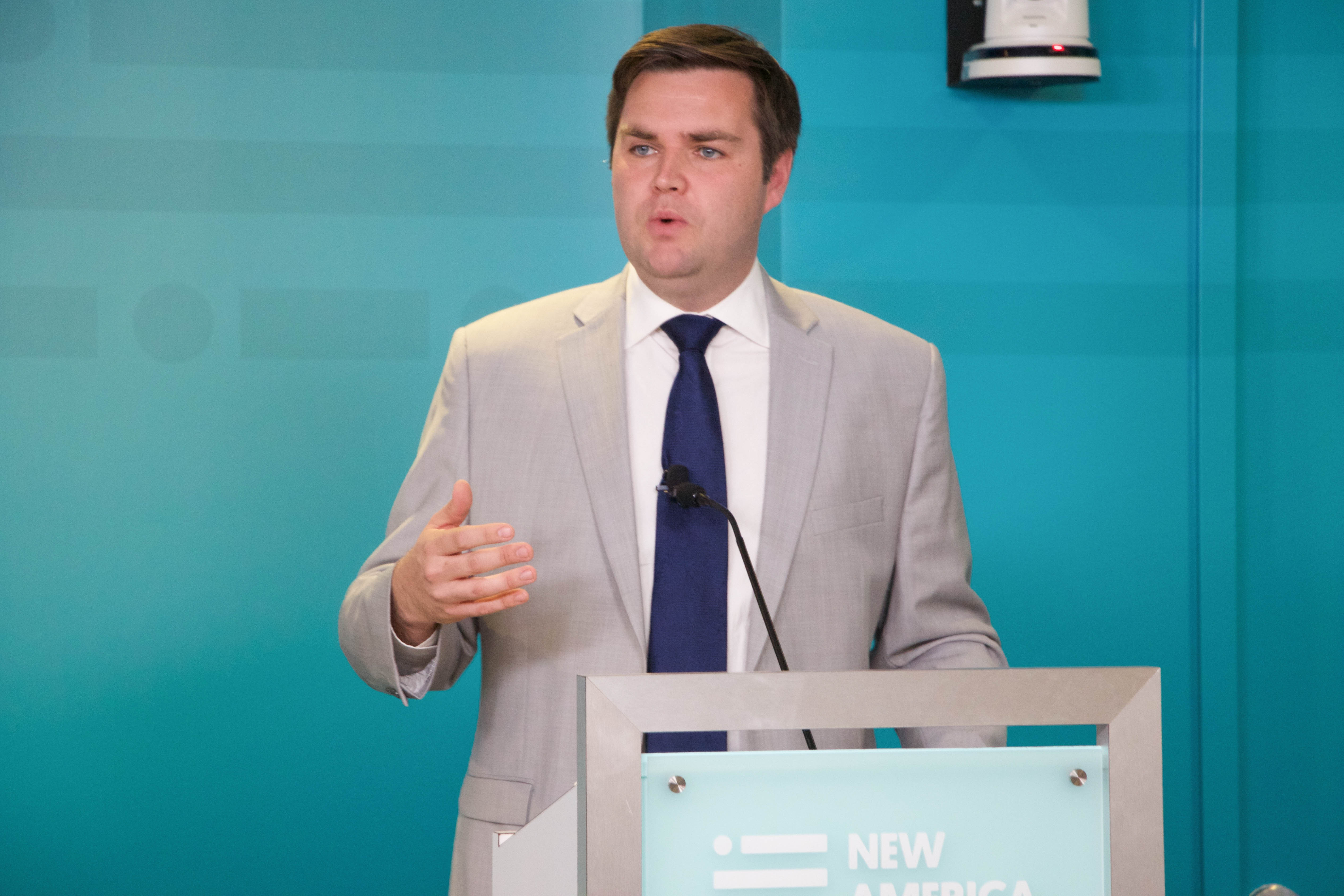
2017년의 밴스

법률 회사에서 근무한 후 밴스는 샌프란시스코로 이주하여 기술 산업 분야의 벤처 자본가로 활동하였다. 그는 피터 틸의 회사인 미스릴 캐피털에서 주요 임원으로 일했다.
2016년 하퍼 출판사는 밴스의 저서 《힐빌리의 노래: 가족과 문화의 위기에 관한 회고록》을 출간하였다. 이 책은 2016년과 2017년 《뉴욕 타임스》 베스트셀러 목록에 올랐으며, 2017년 데이턴 문학 평화상 최종 후보에 올랐고 2017년 오디 상 논픽션 부문을 수상하였다. 《뉴욕 타임스》는 이 책을 "트럼프의 승리를 이해하는 데 도움이 되는 6권의 책 중 하나"로 선정하였다. 《워싱턴 포스트》는 그를 "러스트 벨트의 목소리"라고 칭했으나, 《뉴 리퍼블릭》은 그를 "자유주의 언론이 좋아하는 화이트 트래시 설명꾼"이자 "블루 아메리카의 거짓 예언자"라고 비판하였다. 웨스트버지니아 출신의 경제학자 윌리엄 이스털리는 이 책을 비판하며 "연안 엘리트, 중부 아메리카, 무슬림, 이민자, 대학 학위가 없는 사람들 등 다양한 집단에 대한 부실한 분석이 일상화되었고, 이는 우리의 정치를 해치고 있다"고 지적하였다.
2016년 12월, 밴스는 오하이오로 돌아가 비영리 단체를 설립하고 공직에 출마할 가능성을 시사했으며, 러스트 벨트 지역의 약물 중독 퇴치를 위해 노력하겠다고 밝혔다.
2017년 밴스는 AOL 공동 창업자 스티브 케이스가 설립한 투자 회사 레볼루션 LLC에 투자 파트너로 합류하여 실리콘 밸리와 뉴욕시의 기술 버블 외 지역에 대한 투자 확대에 초점을 맞춘 "라이즈 오브 더 레스트" 이니셔티브를 확장하는 임무를 맡았다.
2017년 1월부터 밴스는 CNN에서 시사 평론을 진행했다. 같은 해 4월 론 하워드 감독이 《힐빌리의 노래》의 영화화를 맡기로 했으며, 넷플릭스는 2020년 오웬 아스탈로스와 게이브리얼 배소가 밴스 역을 맡은 이 영화를 공개하였다.
2019년 밴스는 신시내티에서 틸, 에릭 슈밋, 마크 앤드리슨의 재정 지원을 받아 나리아 캐피털을 공동 설립하였다. 2020년 그는 이 회사를 위해 9,300만 달러의 자금을 모았다. 밴스는 틸과 전 트럼프 고문 대런 블랜턴과 함께 정치적 우파에게 인기 있는 캐나다 온라인 비디오 플랫폼 럼블에 투자하였다.

## 미국 상원

### 2022년 선거 운동
- 80–90%
- 70–80%
- 60–70%
- 50–60%

- 60–70%
- 50–60%

2022년 군별 최종 결과:

2018년 초 밴스는 셰러드 브라운에 맞서 미국 상원 선거에 출마하는 것을 고려했으나 결국 출마하지 않기로 결정하였다. 2021년 3월 피터 틸은 밴스의 잠재적 후보 출마를 지원하기 위해 2월에 설립된 초대형 정치 활동 위원회인 "오하이오 가치 보호"(Protect Ohio Values)에 1,000만 달러를 기부하였다. 로버트 머서 또한 비공개 금액을 기부하였다. 4월에 밴스는 공화당의 롭 포트먼이 물러나는 상원 의석에 출마하는 데 관심을 표명하였고, 5월에는 조사 위원회를 발족하였다.
2021년 7월 밴스는 공식적으로 선거 출마를 선언하였다. 이는 그의 첫 번째 공직 선거 도전이었다. 2022년 5월 3일, 32%의 득표율로 공화당 예비선거에서 승리하였다. 이로써 밴스는 조시 만델(23%)과 매트 돌란(22%) 등 여러 후보를 제치고 본선에 진출하였다. 11월 8일 실시된 본선거에서 밴스는 민주당 후보 팀 라이언을 53.1% 대 46.9%의 득표율로 누르고 승리를 거두었다.

### 재임
밴스는 2023년 1월 3일 제118대 미국 의회의 일원으로 미국 상원의원직에 취임하였다. 그는 1974년 취임한 존 글렌 이후 오하이오주에서 이전 정부 경험 없이 미국 상원의원직에 오른 첫 번째 인물이다.
밴스는 2023년 오하이오주 이스트 팔레스타인에서 발생한 열차 탈선 사고에 대한 대응이 늦었다는 비판을 받았다. 그의 사무실은 사고 발생 10일 후인 2023년 2월 13일에 공식 성명을 발표하였다. 그러나 밴스와 일부 지지자들은 그가 사고 발생 다음 날 대응했으며, 이는 동료 오하이오 상원의원 셰러드 브라운보다 빨랐다고 반박하였다.
2023년 2월 26일, 밴스는 《워싱턴 포스트》에 기명 논평을 통해 탈선 사고 피해자들에게 급여 보호 프로그램(PPP) 스타일의 자금을 제공하자는 제안을 지지하였다. 이에 대해 일부 공화당 상원의원들은 비판적 입장을 표명하였다. 2023년 3월 1일, 밴스는 브라운, 존 페터먼, 밥 케이시, 조시 홀리, 마르코 루비오 상원의원들과 함께 이스트 팔레스타인과 같은 탈선 사고를 방지하기 위한 법안을 제안하였다. 이 법안은 상원에서 초당적 지지를 받았다.

### 위원회 배정
제118대 미국 의회에서 밴스는 세 개의 상원 위원회에 배정되었다. 위원회는 다음과 같다:
- 상원 은행, 주택 및 도시 문제 위원회
  - 금융 기관 및 소비자 보호 소위원회
  - 주택, 교통 및 지역 사회 개발 소위원회
  - 증권, 보험 및 투자 소위원회
- 상원 상업, 과학 및 교통 위원회
  - 통신, 미디어 및 광대역 소위원회
  - 해양, 어업, 기후 변화 및 제조업 소위원회
  - 우주 및 과학 소위원회
- 상원 노화 특별 위원회

### 2024년 대선
2024년 7월 15일, 공화당의 대선 후보자인 도널드 트럼프가 J.D. 밴스를 대선 러닝메이트인 부통령 후보자로 선택하였다.
2024년 11월 5일 선거 결과, 트럼프·밴스 진영이 선거인단 312명을 확보하며 2024년 대선에서 승리하였다. 2025년 1월 20일, 도널드 트럼프는 제47대 미국의 대통령에, J.D. 밴스는 제50대 미국의 부통령에 취임할 예정이다.

## 정치 성향
밴스는 포퓰리즘 보수주의자로 불려왔다.

### 암흑계몽주의와 신반동주의

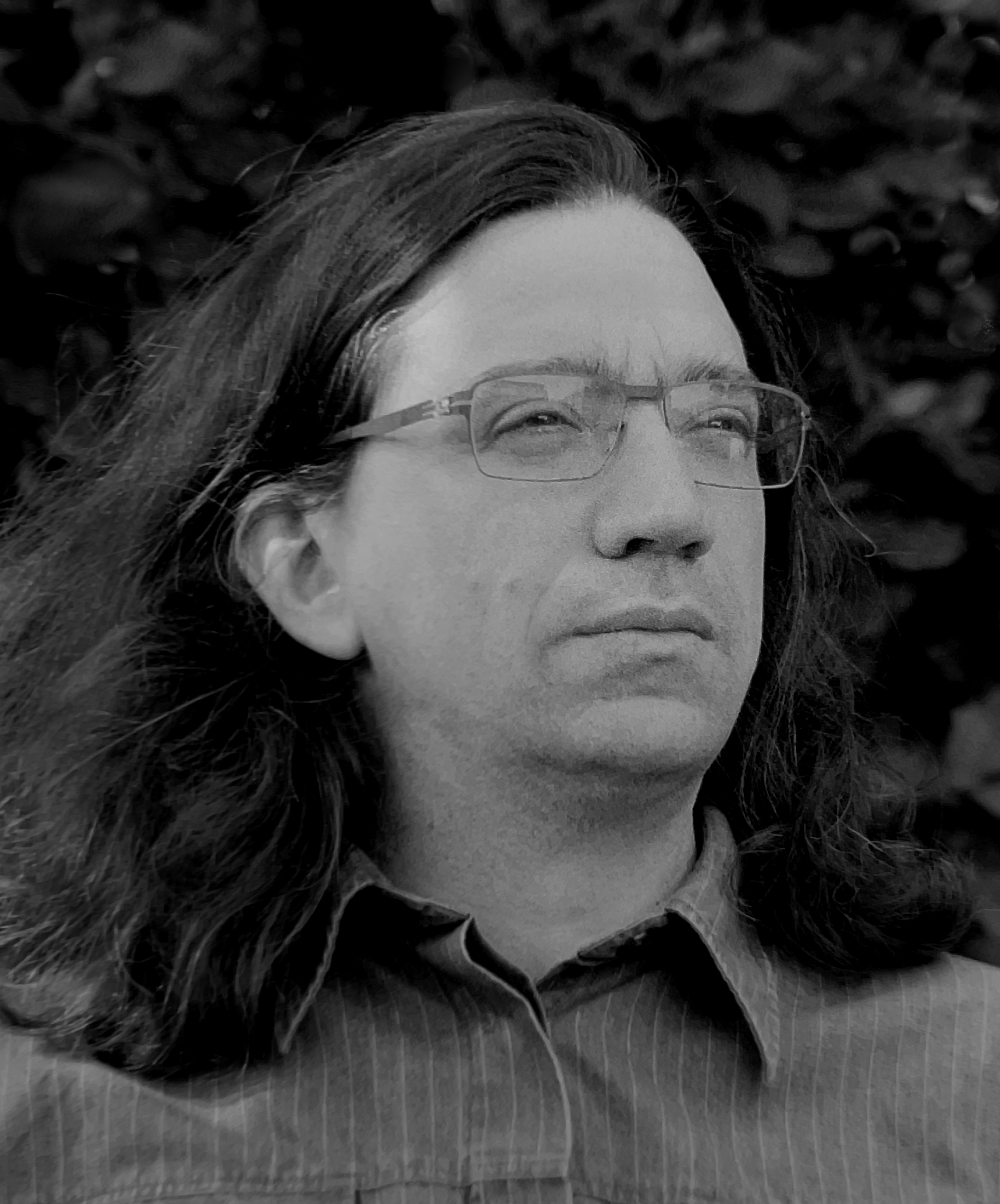
밴스는 신반동주의 운동의 주요 인물이다. 밴스는 개인적인 친구이기도한 정치사상가 커티스 야빈 (사진)이 자신의 정치 신념에 많은 영향을 끼쳤다고 말했다.

밴스는 미국의 지배하고 있는 엘리트들의 '기득권'을 해체해야 한다고 주장하는 사상인 암흑 계몽주의 사상의 신봉자로 알려져 있다. 그는 이 운동의 주요 인물 중 하나인 커티스 야빈과 매우 친밀한 관계이며, 야빈의 견해가 그의 정치적, 이념적 영향력에 큰 영향을 미쳤다고 언급했다. 밴스는 자신의 견해에 대해 "커티스 야빈의 군주제 부활 주장은 말도 안 된다고 생각하지만, 그의 '성당' 개념에는 실제로 중요한 부분이 있다"며 "지금 우리 앞에 놓인 싸움의 성격은 동맹에 대해 까다로울 여유가 없다는 것을 보여준다"고 말했다.또한 밴스는 미국의 진보주의자들이 실제로는 우파 인사들을 처벌하는 데 사용되는 비정치적 공공 서비스를 보존한다고 거짓 주장한다고 논쟁하며, "2019년과 2020년에 진보주의에 대해 계속 생각하게 된 것은 이 사람들이 모두 카를 슈미트의 책을 읽었다는 것이다. 법은 없고, 오직 권력만 있다"고 말했다.

### 사회 문제
밴스는 낙태에 반대하며 임신 15주 이후 낙태를 연방 차원에서 금지하는 것을 지지할 수 있다고 밝혔다. 최근에는 낙태법은 주(州) 차원에서 결정되어야 한다고 주장하였다. 강간과 근친상간의 경우 낙태법에 예외를 두어야 하는지에 대한 질문에 그는 "두 가지 잘못이 하나의 옳음을 만들지 않는다."고 답했다.
밴스는 결혼 존중법에 반대하며 "결혼은 한 남자와 한 여자 사이의 것이라고 믿지만, 동성결혼 문제가 현재 쟁점이라고 생각하지 않는다. 나는 사람들의 가정을 떼어놓으려 하는 그런 사람이 아니다."라고 말했다.
밴스는 미성년자에 대한 젠더 확증 치료를 연방 중죄로 규정하고 이에 대한 납세자 자금 사용을 차단하는 법안을 제안하며 "어떤 상황에서도 의사들이 미성년 아이들에게 이런 끔찍하고 돌이킬 수 없는 수술을 하도록 허용해서는 안 된다."라고 성명을 발표했다.

### 이민과 국경 안보
밴스는 한때 트럼프가 이민자들을 악마화한다고 비난했지만, 불법 이민의 영향을 반복적으로 "더러운" 것이라고 불렀다. 그는 트럼프의 남부 국경 장벽 제안을 지지했으며 국경 장벽 옹호자들이 인종차별주의자라는 주장을 거부했다. 밴스는 트럼프의 장벽을 완성하는 데 30억 달러를 지출할 것을 제안했다. 2022년 그는 터커 칼슨에게 민주당이 "이미 있는 유권자들을 대체할 많은 새로운 유권자들을 데려오지 않으면 2022년 재선에서 이길 수 없다고 결정했다."고 말했다. 이는 정치적 대립자인 팀 라이언이 밴스가 백인 우월주의자들의 대체 이론을 지지한다고 주장하는 계기가 되었다. 2022년 상원 선거 운동 중 밴스는 조 바이든 대통령이 남부 국경의 안보를 강화하지 않아 오하이오를 불법 마약으로 범람시키고 있다고 말했는데, 《뉴욕 타임스》는 이를 "노골적인 거짓"이라고 평가했다.
2023년 밴스는 영어를 미국의 공용어로 지정하는 법안을 발의했다.

### 외교 정책
뮌헨 안보회의에서 밴스는 미국이 북대서양 조약기구(NATO)에서 탈퇴하기를 원하지 않는다고 말했지만, 미국이 동아시아에 초점을 맞추어야 하며 일부 유럽 및 NATO 회원국들이 자국의 안보를 위해 충분히 지출하지 않고 있다고 주장했다.
밴스는 현재 진행 중인 러시아-우크라이나 전쟁에서 미국의 우크라이나 군사 원조에 대해 강력히 비판하고 있다. 그는 "우크라이나가 러시아에 일부 영토를 양보해야 한다는 것을 받아들이는 것"이 미국의 이익이라고 말했다. 밴스는 우크라이나에 대한 그의 견해로 인해 초당적 비판을 받았다. 2023년 12월, 그는 우크라이나에 대한 추가 원조 중단을 요구하며 그 이유로 "장관들이 더 큰 요트를 살 수 있게 될 것"이라고 말해 비판을 받았다.
밴스는 현재 진행 중인 이스라엘-하마스 전쟁에서 이스라엘에 대한 미국의 자금 지원을 지지한다. 이란과 연계된 것으로 추정되는 민병대가 미군을 공격한 후 이란에 대한 군사 행동을 지지할 것인지에 대한 질문에 밴스는 중대한 확전이 될 수 있다는 우려를 들어 그것이 "실수"가 될 것이라고 말했다.

### 자녀 없는 결혼, 이혼, 가정 폭력
2021년 대학간 연구소 협회 연설에서 밴스는 "자녀 없는 좌파"가 미국의 문제의 원인이라고 비난했다. 그는 부부의 자녀 출산을 장려하는 헝가리의 보수주의 총리 오르반 빅토르를 칭찬하며 부모가 자녀가 없는 사람들보다 "민주주의 기능에 더 큰 발언권을 가져야 한다"고 말했다.
2021년 9월 캘리포니아 퍼시피카 크리스천 고등학교에서 연설하며 밴스는 "이것이 성혁명이 미국 대중에게 행한 가장 큰 속임수 중 하나입니다. '이 결혼들이 근본적으로 불행했고, 심지어 폭력적이었을 수도 있다. 그래서 이를 제거하고 사람들이 속옷을 갈아입듯이 배우자를 바꾸기 쉽게 만드는 것이 장기적으로 사람들을 더 행복하게 만들 것'이라는 생각 말입니다."라고 말했다. 《바이스》는 밴스가 "일부 경우에 '폭력적인' 결혼도 지속되어야 한다고 제안한 것 같다"고 썼다. 이에 대한 답변으로 밴스는 "현대 사회의 가족에 대한 전쟁" 때문에 최근 몇 년간 가정폭력 비율이 "급증했다"고 주장했다. 그러나 최근 수십 년간 가정폭력 비율은 감소했다. 밴스의 전략가는 《바이스》의 해석이 오해의 소지가 있으며 밴스는 학대적인 관계에 머무는 것을 지지하지 않는다고 말했다.

### 독점금지법
밴스는 대형 기술 기업들이 정치와 정보 흐름에 너무 많은 영향력을 가지고 있다는 우려를 표명했으며 구글을 "해체"해야 한다고 주장했고, 메타도 분할되어야 한다고 암시했다. 그는 연방거래위원회(FTC) 위원장 리나 칸을 기술 기업에 대한 독점금지법 집행을 이유로 "꽤 잘하고 있는" 바이든 행정부 구성원이라고 칭찬했다. 밴스와 셸던 화이트하우스 상원의원은 일정 규모 이상 기업의 인수 합병에 대한 비과세 처리를 중단하는 '거대 합병 보조금 중단법'을 발의했다.

### 2023년 재정책임법
밴스는 2023년 재정책임법의 최종 통과에 반대 투표한 31명의 공화당 상원의원 중 한 명이었다.

### 무역 정책
밴스는 보호주의 개혁을 지지해 왔다. 그는 중국에 관세를 부과하는 것을 지지했으며 중국의 최혜국 지위를 박탈하는 법안을 제안했다.

### 기후 변화와 환경
밴스는 기후 변화의 영향을 경시해 왔다. 기후 위기가 없다고 주장하는 라디오 진행자에게 밴스는 "저 또한 그렇게 생각하지 않습니다."라고 답했다. 그는 "인간이 만든 기후 변화가 재앙적인 문제라고 생각한다면, 그 해결책은 미국 내에서 화석 연료를 포함한 우리 자체 에너지를 더 많이 생산하는 것"이라고 말하며 에너지 생산을 외주화하면 더 많은 오염을 일으킬 것이라고 암시했다. 밴스는 또한 환경 규제로 인해 많은 제조업 일자리가 다른 나라로 외주화되었다고 주장했다. 그는 인플레이션 감축법에 의해 만들어진 전기 자동차에 대한 특정 세금 공제를 폐지하고 미국에서 제조된 가솔린 차량에 대해 7,500달러의 세금 공제를 만드는 법안을 제안했다.

### 도널드 트럼프와의 관계
2016년 미국 대선 당시 밴스는 공화당 후보 도널드 트럼프의 공공연한 비판자였다. 2016년 2월 《USA 투데이》 칼럼에서 그는 "트럼프의 실제 정책 제안들은 비도덕적이거나 터무니없다."고 썼다. 《애틀랜틱》과 찰리 로즈가 진행하는 PBS 프로그램에서 밴스는 트럼프를 "문화적 헤로인"이자 "대중의 아편"이라고 불렀다. 2016년 10월, 그는 트위터에서 트럼프를 "비난받아 마땅하다"고 했으며, 자신을 "절대 트럼프 지지자가 아닌 사람"이라고 칭했다. 페이스북의 비공개 메시지에서 그는 트럼프를 "미국의 히틀러"라고 불렀다.
2018년 2월까지 밴스는 의견을 바꾸기 시작하여 트럼프가 "오하이오, 펜실베이니아, 동부 켄터키 등 미국의 많은 지역에 존재하는 좌절감을 인식하는 몇 안 되는 정치 지도자 중 한 명"이라고 말했다.
밴스는 2020년 트럼프를 지지했다. 2021년 7월, 그는 트럼프를 "비난받아 마땅하다"고 말한 것에 대해 사과하고 2016년 트럼프를 비판했던 트위터 게시물들을 삭제했다. 밴스는 이제 트럼프가 좋은 대통령이었다고 생각하며 2016년 선거 당시 자신의 비판을 후회한다고 말했다. 밴스는 미 상원 선거 출마에 대한 공식 발표에 앞서 트럼프와 피터 틸을 만나기 위해 마라라고를 방문했다.
2021년 10월, 밴스는 트럼프의 거짓된 선거 부정 주장을 반복하며 트럼프가 2020년 대선에서 광범위한 유권자 부정 행위로 인해 패배했다고 말했다. 2022년 4월 15일, 트럼프는 밴스의 상원 출마를 공식 지지했다.
2023년 11월 역사학자 로버트 케이건이 《워싱턴 포스트》에 "트럼프의 독재는 점점 더 불가피해지고 있다. 우리는 가장하기를 멈춰야 한다."라는 제목의 의견 기사를 쓴 후, 밴스는 메릭 갈랜드 법무장관에게 편지를 보내 케이건이 민주당이 통제하는 주들의 "공개적인 반란"을 조장한다며 그를 기소할 것을 제안했다. 케이건은 자신의 기사가 반란을 옹호하지 않았다고 말하며 "언론인의 비판을 받았을 때 그들의 첫 번째 본능이 그들을 감옥에 가두자고 제안하는 것은 매우 시사적"이라고 말했다.
2024년 6월 30일, 《페이스 더 네이션》에서 밴스는 "대통령은 광범위한 사면권을 가지고 있다고 믿습니다, 마가렛. 하지만 더 중요한 것은 대통령이 면책특권을 가지고 있다고 생각합니다."라고 말했다.

### 노동 조합
밴스는 "추상적인 문제로서, 네, 저는 단체 교섭을 지지합니다."라고 말했다. 그러나 그는 직원들의 조직화 및 단체 교섭 권리와 관련된 보호를 확대하는 PRO법에 반대하며, 대신 보수 단체인 아메리칸 컴퍼스의 제안을 지지한다고 밝혔다. 이는 노동자위원회와 부문별 교섭을 포함한다. 밴스는 2023년 전미자동차노조 파업을 지지하는 발언을 했다.

## 사생활
밴스는 2014년부터 법학전문대학원 동기였던 우샤 칠루쿠리와 결혼하여 슬하에 세 자녀를 두고 있다. 그의 직업 경력의 대부분 동안 밴스와 그의 가족은 샌프란시스코에 거주했다.
밴스는 개신교의 "보수적이고 복음주의적인" 교파에서 자랐지만, 2016년 9월 무렵에는 "가톨릭으로의 개종을 매우 진지하게 고려하고 있었다."고 한다. 그러나 당시에는 "어떤 특정 기독교 교파에도 적극적으로 참여하지 않았다."고 한다. 2019년 8월, 밴스는 오하이오주 신시내티의 세인트 거트루드 수도원에서 열린 의식에서 가톨릭 교회 세례를 받고 견진성사를 받았다. 그는 견진성사 성인으로 히포의 아우구스티누스를 선택했다. 밴스는 "시간이 지나면서 가톨릭이 진리라고 확신하게 되었다."고 말하며 개종 이유를 밝혔고, 가톨릭 신학이 그의 정치적 견해에 미친 영향에 대해 설명했다.

## 저서
- Vance, J. D. (June 2016). 《Hillbilly Elegy: A Memoir of a Family and Culture in Crisis》. 하퍼콜린스. ISBN 978-0-06230054-6.

## 가족
- 배우자:

- 자녀: 3

## 역대 선거 결과
| 선거명      | 직책명                    | 대수  | 정당   | 득표율 | 득표수 (선거인단)    | 결과 | 당락                     |
| ----------- | ------------------------- | ----- | ------ | ------ | -------------------- | ---- | ------------------------ |
| 2022년 선거 | 상원의원 (오하이오 제3부) | 118대 | 공화당 | 53.04% | 2,192,114표          | 1위  | 오하이오주 상원의원 당선 |
| 2024년 선거 | 미국의 부통령             | 50대  | 공화당 | 49.73% | 77,302,164표 (312명) | 1위  | 미국 부통령 당선         |